# NGC 2701
NGC 2701 (другие обозначения — UGC 4695, MCG 9-15-63, ZWG 264.43, IRAS08554+5357, PGC 25237) — спиральная галактика с перемычкой (морфологический тип в классификации Хаббла SBc, в классификации Вокулёра SAB(rs)c) в созвездии Большой Медведицы. Открыта Уильямом Гершелем в 1790 году.
Галактика обладает довольно сложной структурой, у неё наблюдается компаньон (LEDA 2448902) в 8 минутах дуги к югу, в связи с чем она испытывает возмущения.
Этот объект входит в число перечисленных в оригинальной редакции «Нового общего каталога».
Галактика имеет очень маленькое ядро и клочковатую оболочку. Фотографии показывают тонкий, яркий и узловатый рукав, исходящий из ядра и изгибающийся на восток, затем на юг. При визуальном наблюдении в любительский телескоп галактика умеренно яркая, хотя и немного размытая, и выглядит как световое пятно с равномерной поверхностной яркостью, примерно круглое и достаточно хорошо определенное на краях. Непосредственно на границе галактики с запада видна слабая звезда поля. Гершель, наблюдавший галактику 18 марта 1790 года, предположил, что звезда связана с туманностью (на самом деле она лишь случайно проецируется на галактику), и описал её так: «Маленькая звезда с довольно яркой веерообразной туманностью. Звезда находится на предшествующей стороне расходящегося ободка и кажется связанной с ним». Галактика вытянута с северо-северо-востока на юго-юго-запад. Радиальная скорость: 2373 км/с. Расстояние: 106 млн световых лет. Диаметр: 65 тыс. световых лет.
Кроме того, на диск NGC 2701 проецируется карликовая галактика-компаньон в конце южного спирального рукава. Галактика имеет несимметричный диск, центр распределения яркости по внешним изофотам смещён от перемычки. За радиусом 70′′ вокруг галактики видно слабое, почти симметричное свечение с большим расширением к северо-востоку, которое, вероятно, вызвано взаимодействием с карликовым спутником на юге.